# Rally di Gran Bretagna 2019
Il Rally di Gran Bretagna 2019, ufficialmente denominato 75th Wales Rally GB, è stata la dodicesima prova del campionato del mondo rally 2019 nonché la settantacinquesima edizione del Rally di Gran Bretagna e la quarantaseiesima con valenza mondiale. La manifestazione si è svolta dal 3 al 6 ottobre sugli sterrati che attraversano le foreste del Galles centro-settentrionale, con sede a Llandudno, località sulla costa settentrionale gallese.
L'evento è stato vinto dall'estone Ott Tänak, navigato dal connazionale Martin Järveoja, al volante di una Toyota Yaris WRC della squadra Toyota Gazoo Racing WRT, davanti alla coppia belga formata da Thierry Neuville e Nicolas Gilsoul, su Hyundai i20 Coupe WRC della scuderia Hyundai Shell Mobis WRT, e a quella francese composta da Sébastien Ogier e Julien Ingrassia, su Citroën C3 WRC del team Citroën Total WRT.
I finlandesi Kalle Rovanperä e Jonne Halttunen, su Škoda Fabia R5 Evo della squadra Škoda Motorsport, hanno invece conquistato la vittoria nella categoria WRC-2 Pro, assicurandosi con due gare di anticipo i titoli piloti e copiloti della neonata serie.
La classe WRC-2 è invece stata vinta dal norvegese Petter Solberg e dal britannico Phil Mills, alla guida di una Volkswagen Polo GTI R5. Solberg, già campione del mondo nel 2003 e detentore di due titoli nel Campionato del mondo rallycross, si trattò inoltre dell'ultima gara in carriera, avendo dichiarato il ritiro dall'attività agonistica prima dell'inizio dell'evento. Ebbe inoltre l'occasione di gareggiare con il figlio Oliver (al debutto nel mondiale) e con il fratello maggiore Henning, tutti e tre impegnati con vetture di classe R5.
In Galles si disputava anche la quinta e ultima tappa del campionato Junior WRC, che ha visto vincere la coppia spagnola composta da Jan Solans e Mauro Barreiro su Ford Fiesta R2, vittoria che ha permesso loro di aggiudicarsi anche il titolo mondiale di categoria.

## Risultati

### Classifica
| Pos.       | Nº       | Pilota                  | Co-pilota               | Auto                   | Squadra                 | Classe          | Tempo     | Distacco   | Punti    |
| Generale   | Generale | Generale                | Generale                | Generale               | Generale                | Generale        | Generale  | Generale   | Generale |
| ---------- | -------- | ----------------------- | ----------------------- | ---------------------- | ----------------------- | --------------- | --------- | ---------- | -------- |
| 1.         | 8        | Ott Tänak               | Martin Järveoja         | Toyota Yaris WRC       | Toyota Gazoo Racing WRT | WRC             | 3h00'58"0 |            | 30       |
| 2.         | 11       | Thierry Neuville        | Nicolas Gilsoul         | Hyundai i20 Coupe WRC  | Hyundai Shell Mobis WRT | WRC             | 3h01'08"9 | +10"9      | 19       |
| 3.         | 1        | Sébastien Ogier         | Julien Ingrassia        | Citroën C3 WRC         | Citroën Total WRT       | WRC             | 3h01'21"8 | +23"8      | 19       |
| 4.         | 5        | Kris Meeke              | Sebastian Marshall      | Toyota Yaris WRC       | Toyota Gazoo Racing WRT | WRC             | 3h01'33"6 | +35"6      | 12       |
| 5.         | 33       | Elfyn Evans             | Scott Martin            | Ford Fiesta WRC        | M-Sport Ford WRT        | WRC             | 3h01'46"6 | +48"6      | 12       |
| 6.         | 89       | Andreas Mikkelsen       | Anders Jæger            | Hyundai i20 Coupe WRC  | Hyundai Shell Mobis WRT | WRC             | 3h01'56"2 | +58"2      | 8        |
| 7.         | 7        | Pontus Tidemand         | Ola Fløene              | Ford Fiesta WRC        | M-Sport Ford WRT        | WRC             | 3h06'21"8 | +5'23"8    | 6        |
| 8.         | 42       | Craig Breen             | Paul Nagle              | Hyundai i20 Coupe WRC  | Hyundai Shell Mobis WRT | WRC             | 3h10'23"0 | +9'25"0    | 4        |
| 9.         | 21       | Kalle Rovanperä         | Jonne Halttunen         | Škoda Fabia R5 Evo     | Škoda Motorsport        | RC2 / WRC-2 Pro | 3h11'49"1 | +10'51"1   | 2        |
| 10.        | 55       | Petter Solberg          | Phil Mills              | Volkswagen Polo GTI R5 | -                       | RC2 / WRC-2     | 3h12'34"1 | +11'36"1   | 1        |
| ...        | ...      | ...                     | ...                     | ...                    | ...                     | ...             | ...       | ...        | ...      |
| 27         | 4        | Esapekka Lappi          | Janne Ferm              | Citroën C3 WRC         | Citroën Total WRT       | WRC             | 3h36'51"7 | +35'53"7   | 3        |
| WRC-2 Pro  |          |                         |                         |                        |                         |                 |           |            |          |
| 1. (9.)    | 21       | Kalle Rovanperä         | Jonne Halttunen         | Škoda Fabia R5 Evo     | Škoda Motorsport        | RC2 / WRC-2 Pro | 3h11'49"1 |            | 25       |
| 2. (18.)   | 24       | Jan Kopecký             | Jan Hloušek             | Škoda Fabia R5 Evo     | Škoda Motorsport        | RC2 / WRC-2 Pro | 3h16'36"1 | +4'47"0    | 18       |
| 3. (33.)   | 23       | Gus Greensmith          | Elliott Edmondson       | Ford Fiesta R5 MK2     | M-Sport Ford WRT        | RC2 / WRC-2 Pro | 3h57'48"5 | +45'59"4   | 15       |
| 4. (38.)   | 25       | Hayden Paddon           | John Kennard            | Ford Fiesta R5 MK2     | M-Sport Ford WRT        | RC2 / WRC-2 Pro | 4h12'03"6 | +1h00'14"5 | 12       |
| 5. (45.)   | 22       | Mads Østberg            | Torstein Eriksen        | Citroën C3 R5          | Citroën Total           | RC2 / WRC-2 Pro | 4h35'58"9 | +1h24'09"8 | 10       |
| WRC-2      |          |                         |                         |                        |                         |                 |           |            |          |
| 1. (10.)   | 55       | Petter Solberg          | Phil Mills              | Volkswagen Polo GTI R5 | -                       | RC2 / WRC-2     | 3h12'34"1 |            | 25       |
| 2. (12.)   | 43       | Pierre-Louis Loubet     | Vincent Landais         | Škoda Fabia R5 Evo     | -                       | RC2 / WRC-2     | 3h12'52"9 | +18"8      | 18       |
| 3. (15.)   | 53       | Adrien Fourmaux         | Renaud Jamoul           | Ford Fiesta R5         | -                       | RC2 / WRC-2     | 3h15'24"7 | +2'50"6    | 15       |
| 4. (16.)   | 49       | Marco Bulacia Wilkinson | Fabian Cretu            | Škoda Fabia R5         | -                       | RC2 / WRC-2     | 3h15'43"0 | +3'08"9    | 12       |
| 5. (17.)   | 47       | Fabio Andolfi           | Simone Scattolin        | Škoda Fabia R5         | -                       | RC2 / WRC-2     | 3h16'27"0 | +3'52"9    | 10       |
| 6. (19.)   | 46       | Alberto Heller          | José Luis Díaz          | Volkswagen Polo GTI R5 | -                       | RC2 / WRC-2     | 3h16'59"2 | +4'25"1    | 8        |
| 7. (20.)   | 41       | Benito Guerra           | Daniel Cué              | Škoda Fabia R5 Evo     | -                       | RC2 / WRC-2     | 3h17'23"1 | +4'49"0    | 6        |
| 8. (22.)   | 50       | Paulo Nobre             | Gabriel Morales         | Škoda Fabia R5         | -                       | RC2 / WRC-2     | 3h31'06"5 | +18'32"4   | 4        |
| 9. (24.)   | 56       | Guillaume de Mevius     | Martijn Wydaeghe        | Citroën C3 R5          | -                       | RC2 / WRC-2     | 3h33'26"2 | +20'52"1   | 2        |
| 10. (25.)  | 51       | Rhys Yates              | James Morgan            | Hyundai i20 R5         | -                       | RC2 / WRC-2     | 3h33'56"5 | +21'22"4   | 1        |
| Junior WRC |          |                         |                         |                        |                         |                 |           |            |          |
| 1. (21.)   | 72       | Jan Solans              | Mauro Barreiro          | Ford Fiesta R2T        | Rally Team Spain        | RC4 / JWRC      | 3h30'05"0 |            | 57       |
| 2. (23.)   | 71       | Tom Kristensson         | Henrik Appelskog        | Ford Fiesta R2T        | -                       | RC4 / JWRC      | 3h32'56"7 | +2'51"7    | 38       |
| 3. (26.)   | 77       | Sean Johnston           | Alexander Kihurani      | Ford Fiesta R2T        | -                       | RC4 / JWRC      | 3h35'16"9 | +5'11"9    | 30       |
| 4. (30.)   | 76       | Enrico Oldrati          | Elia De Guio            | Ford Fiesta R2T        | -                       | RC4 / JWRC      | 3h50'41"7 | +20'36"7   | 24       |
| 5. (32.)   | 78       | Fabrizio Zaldivar       | Fernando Mussano        | Ford Fiesta R2T        | -                       | RC4 / JWRC      | 3h53'17"5 | +23'12"5   | 20       |
| 6. (34.)   | 80       | Ryan Booth              | Rhianon Smyth-Gelsomino | Ford Fiesta R2T        | -                       | RC4 / JWRC      | 3h58'17"7 | +28'12"7   | 8        |
| 7. (36.)   | 81       | Keanna Erickson-Chang   | Martin Brady            | Ford Fiesta R2T        | -                       | RC4 / JWRC      | 4h04'52"2 | +34'47"2   | 6        |
| 8. (40.)   | 75       | Tom Williams            | Phil Hall               | Ford Fiesta R2T        | -                       | RC4 / JWRC      | 4h21'18"6 | +51'13"6   | 8        |
| 9. (41.)   | 73       | Denis Rådström          | Johan Johansson         | Ford Fiesta R2T        | -                       | RC4 / JWRC      | 4h24'16"0 | +54'11"0   | 14       |
| 10. (43.)  | 74       | Roland Poom             | Ken Järveoja            | Ford Fiesta R2T        | -                       | RC4 / JWRC      | 4h32'24"8 | +1h02'19"8 | 2        |

| Principali ritiri | Principali ritiri | Principali ritiri  | Principali ritiri | Principali ritiri | Principali ritiri       | Principali ritiri | Principali ritiri  | Principali ritiri |
| PS                | Nº                | Pilota             | Copilota          | Auto              | Squadra                 | Classe            | Causa              | Pos.              |
| ----------------- | ----------------- | ------------------ | ----------------- | ----------------- | ----------------------- | ----------------- | ------------------ | ----------------- |
| PS 7              | 10                | Jari-Matti Latvala | Miikka Anttila    | Toyota Yaris WRC  | Toyota Gazoo Racing WRT | WRC               | Incidente          | 5º                |
| PS 18             | 3                 | Teemu Suninen      | Jarmo Lehtinen    | Ford Fiesta R5    | M-Sport Ford WRT        | WRC               | Danno da incidente | 7º                |

Legenda
| Icona     | Note                                                                                 |
| --------- | ------------------------------------------------------------------------------------ |
| WRC       | Equipaggio di classe WRC che può conquistare punti per il campionato costruttori     |
| WRC       | Equipaggio di classe WRC che non può conquistare punti per il campionato costruttori |
| WRC-2 Pro | Equipaggio registrato al campionato WRC-2 Pro                                        |
| WRC-2     | Equipaggio registrato al campionato WRC-2                                            |
| JWRC      | Equipaggio registrato al campionato Junior WRC                                       |
|           | Ulteriori classificazioni                                                            |

### Prove speciali
| Frazione           | Prova | Ora   | Nome                            | Lunghezza | Vincitori                                                    | Tempo           | Leader del rally              |
| ------------------ | ----- | ----- | ------------------------------- | --------- | ------------------------------------------------------------ | --------------- | ----------------------------- |
| Frazione 1 (3 Ott) | PS1   | 19:08 | The Dayinsure Oulton Park Stage | 3,58 km   | Kris Meeke Sebastian Marshall                                | 2'47"4          | Kris Meeke Sebastian Marshall |
| Frazione 2 (4 Ott) | PS2   | 07:18 | Elsi 1                          | 11,65 km  | Elfyn Evans Scott Martin                                     | 8'36"9          | Kris Meeke Sebastian Marshall |
| Frazione 2 (4 Ott) | PS3   | 07:46 | Penmachno 1                     | 16,19 km  | Ott Tänak Martin Järveoja                                    | 9'43"0          | Kris Meeke Sebastian Marshall |
| Frazione 2 (4 Ott) | PS4   | 09:56 | Dyfnant 1                       | 19,36 km  | Ott Tänak Martin Järveoja                                    | 11'06"9         | Kris Meeke Sebastian Marshall |
| Frazione 2 (4 Ott) | PS5   | 10:53 | Aberhirnant 1                   | 10,26 km  | Jari-Matti Latvala Miikka Anttila e Elfyn Evans Scott Martin | 5'37"4          | Kris Meeke Sebastian Marshall |
| Frazione 2 (4 Ott) | PS6   | 14:40 | Elsi 2                          | 11,65 km  | Sébastien Ogier Julien Ingrassia                             | 8'32"4          | Kris Meeke Sebastian Marshall |
| Frazione 2 (4 Ott) | PS7   | 15:08 | Penmachno 2                     | 16,19 km  | Sébastien Ogier Julien Ingrassia                             | 9'44"3          | Kris Meeke Sebastian Marshall |
| Frazione 2 (4 Ott) | PS8   | 15:57 | Slate Mountain                  | 1,60 km   | Thierry Neuville Nicolas Gilsoul                             | 1'09"7          | Kris Meeke Sebastian Marshall |
| Frazione 2 (4 Ott) | PS9   | 18:11 | Dyfnant 2                       | 19,36 km  | Ott Tänak Martin Järveoja                                    | 11'06"1         | Kris Meeke Sebastian Marshall |
| Frazione 2 (4 Ott) | PS10  | 19:08 | Aberhirnant 2                   | 10,26 km  | Ott Tänak Martin Järveoja                                    | 5'39"8          | Ott Tänak Martin Järveoja     |
| Frazione 3 (5 Ott) | PS11  | 08:06 | Dyfi 1                          | 25,86 km  | Elfyn Evans Scott Martin                                     | 14'46"8         | Ott Tänak Martin Järveoja     |
| Frazione 3 (5 Ott) | PS11  | 10:08 | Myherin 1                       | 22,91 km  | Elfyn Evans Scott Martin                                     | 12'50"6         | Ott Tänak Martin Järveoja     |
| Frazione 3 (5 Ott) | PS13  | 11:02 | Sweet Lamb Hafren 1             | 25,65 km  | Elfyn Evans Scott Martin                                     | 14'47"7         | Ott Tänak Martin Järveoja     |
| Frazione 3 (5 Ott) | PS14  | 14:08 | Myherin 2                       | 22,91 km  | Thierry Neuville Nicolas Gilsoul                             | 12'56"2         | Ott Tänak Martin Järveoja     |
| Frazione 3 (5 Ott) | PS15  | 15:02 | Sweet Lamb Hafren 2             | 25,65 km  | Andreas Mikkelsen Anders Jæger                               | 14'59"7         | Ott Tänak Martin Järveoja     |
| Frazione 3 (5 Ott) | PS16  | 16:19 | Dyfi 2                          | 25,86 km  | Thierry Neuville Nicolas Gilsoul                             | 15'04"0         | Ott Tänak Martin Järveoja     |
| Frazione 3 (5 Ott) | PS17  | 19:13 | Colwyn Bay                      | 2,40 km   | Ott Tänak Martin Järveoja                                    | 1'51"6          | Ott Tänak Martin Järveoja     |
| Frazione 4 (6 Ott) | PS18  | 07:28 | Alwen 1                         | 10,41 km  | Ott Tänak Martin Järveoja                                    | 5'26"3          | Ott Tänak Martin Järveoja     |
| Frazione 4 (6 Ott) | PS19  | 08:08 | Brenig 1                        | 10,06 km  | Elfyn Evans Scott Martin                                     | 3'56"6          | Ott Tänak Martin Järveoja     |
| Frazione 4 (6 Ott) | PS20  | 09:26 | Great Orme                      | 4,74 km   | prova annullata                                              | prova annullata | Ott Tänak Martin Järveoja     |
| Frazione 4 (6 Ott) | PS21  | 11:10 | Alwen 2                         | 10,41 km  | Elfyn Evans Scott Martin                                     | 5'29"3          | Ott Tänak Martin Järveoja     |
| Frazione 4 (6 Ott) | PS22  | 12:18 | Brenig 2 (power stage)          | 10,06 km  | Ott Tänak Martin Järveoja                                    | 3'58"6          | Ott Tänak Martin Järveoja     |

### Power stage
PS22: Brenig 2 di 10,06 km, disputatasi domenica 6 ottobre 2019 alle ore 12:18 (UTC+1).
| Pos. | No. | Pilota           | Co-pilota        | Auto                  | Classe | Tempo  | Distacco | Punti |
| ---- | --- | ---------------- | ---------------- | --------------------- | ------ | ------ | -------- | ----- |
| 1    | 8   | Ott Tänak        | Martin Järveoja  | Toyota Yaris WRC      | WRC    | 3'58"6 |          | 5     |
| 2    | 1   | Sébastien Ogier  | Julien Ingrassia | Citroën C3 WRC        | WRC    | 3'59"1 | +0"5     | 4     |
| 3    | 4   | Esapekka Lappi   | Janne Ferm       | Citroën C3 WRC        | WRC    | 3'59"6 | +1"0     | 3     |
| 4    | 33  | Elfyn Evans      | Scott Martin     | Ford Fiesta WRC       | WRC    | 4'00"0 | +1"4     | 2     |
| 5    | 11  | Thierry Neuville | Nicolas Gilsoul  | Hyundai i20 Coupe WRC | WRC    | 4'00"0 | +1"5     | 1     |

## Classifiche mondiali
Classifica piloti
| Pos. | Pos. | Pilota                  | Punti |
| ---- | ---- | ----------------------- | ----- |
| 1    |      | Ott Tänak               | 240   |
| 2    |      | Sébastien Ogier         | 212   |
| 3    |      | Thierry Neuville        | 199   |
| 4    |      | Andreas Mikkelsen       | 102   |
| 5    |      | Kris Meeke              | 98    |
| 6    | 3    | Elfyn Evans             | 90    |
| 7    | 1    | Jari-Matti Latvala      | 84    |
| 8    |      | Esapekka Lappi          | 83    |
| 9    | 2    | Teemu Suninen           | 83    |
| 10   |      | Dani Sordo              | 72    |
| 11   |      | Sébastien Loeb          | 39    |
| 12   |      | Kalle Rovanperä         | 18    |
| 13   | 4    | Pontus Tidemand         | 12    |
| 14   | 2    | Craig Breen             | 10    |
| 15   | 2    | Gus Greensmith          | 9     |
| 16   | 2    | Benito Guerra           | 8     |
| 17   | 2    | Marco Bulacia Wilkinson | 6     |
| 18   |      | Jan Kopecký             | 5     |
| 19   |      | Yoann Bonato            | 4     |
| 20   |      | Mads Østberg            | 4     |
| 21   |      | Pierre-Louis Loubet     | 2     |
| 22   |      | Ole Christian Veiby     | 2     |
| 23   |      | Stéphane Sarrazin       | 2     |
| 24   |      | Nikolaj Grjazin         | 1     |
| 25   |      | Takamoto Katsuta        | 1     |
| 26   |      | Emil Bergkvist          | 1     |
| 27   |      | Adrien Fourmaux         | 1     |
| 28   |      | Pedro Heller            | 1     |
| 29   |      | Janne Tuohino           | 1     |
| 29   |      | Ricardo Triviño         | 1     |
| 29   | N    | Petter Solberg          | 1     |

Classifica co-piloti
| Pos. | Pos. | Co-pilota              | Punti |
| ---- | ---- | ---------------------- | ----- |
| 1    |      | Martin Järveoja        | 240   |
| 2    |      | Julien Ingrassia       | 212   |
| 3    |      | Nicolas Gilsoul        | 199   |
| 4    |      | Anders Jæger           | 102   |
| 5    |      | Sebastian Marshall     | 98    |
| 6    | 2    | Scott Martin           | 90    |
| 7    | 1    | Miikka Anttila         | 84    |
| 8    | 1    | Janne Ferm             | 83    |
| 9    |      | Carlos del Barrio      | 72    |
| 10   |      | Marko Salminen         | 44    |
| 11   |      | Jarmo Lehtinen         | 39    |
| 12   |      | Daniel Elena           | 39    |
| 13   |      | Jonne Halttunen        | 18    |
| 14   | 4    | Ola Fløene             | 12    |
| 15   | 2    | Paul Nagle             | 10    |
| 16   | 2    | Elliott Edmondson      | 9     |
| 17   | 2    | Jaime Zapata           | 8     |
| 18   | 2    | Fabian Cretu           | 6     |
| 19   |      | Pavel Dresler          | 5     |
| 20   |      | Benjamin Boulloud      | 4     |
| 21   |      | Torstein Eriksen       | 4     |
| 22   |      | Vincent Landais        | 2     |
| 23   |      | Jonas Andersson        | 2     |
| 24   |      | Jacques-Julien Renucci | 2     |
| 25   |      | Marc Martí             | 2     |
| 26   |      | Jaroslav Fëdorov       | 1     |
| 27   |      | Daniel Barritt         | 1     |
| 28   |      | Patrik Barth           | 1     |
| 29   |      | Renaud Jamoul          | 1     |
| 30   |      | Mikko Markkula         | 1     |
| 30   | N    | Phil Mills             | 1     |

Classifica costruttori WRC
| Pos. | Pos. | Squadra                 | Punti |
| ---- | ---- | ----------------------- | ----- |
| 1    |      | Hyundai Shell Mobis WRT | 340   |
| 2    |      | Toyota Gazoo Racing WRT | 332   |
| 3    |      | Citroën Total WRT       | 278   |
| 4    |      | M-Sport Ford WRT        | 200   |